# Бингам (Мејн)
Бингам (енгл. Bingham) насељено је место без административног статуса у америчкој савезној држави Мејн.

## Демографија
По попису из 2010. године број становника је 758, што је 98 (-11,4%) становника мање него 2000. године.
| Група             | 2000.       | 2010.       |
| Белци             | 848 (99,1%) | 726 (95,8%) |
| Афроамериканци    | 0 (0,0%)    | 8 (1,1%)    |
| Азијати           | 1 (0,1%)    | 3 (0,4%)    |
| Хиспаноамериканци | 4 (0,5%)    | 6 (0,8%)    |
| Укупно            | 856         | 758         |